# Glenn Verbauwhede
Glenn Verbauwhede (ur. 19 maja 1985 w Kortrijk) – belgijski piłkarz występujący na pozycji bramkarza.

## Kariera klubowa
Verbauwhede jako junior grał w zespołach KSV Waregem oraz Club Brugge. Następnie został włączony do pierwszej drużyny Brugge, w której barwach zadebiutował 24 sierpnia 2006 w wygranym 5:2 meczu II rundy eliminacji Pucharu UEFA z Sūduvą Mariampol. W Eerste klasse swój pierwszy mecz rozegrał natomiast 11 lutego 2007 przeciwko Anderlechtowi (2:2). W sezonie 2006/2007 zdobył z klubem Puchar Belgii. W połowie 2008 roku przeszedł na wypożyczenie do także pierwszoligowego KV Kortrijk. Nie rozegrał tam jednak żadnego spotkania i pod koniec tego samego roku wrócił do Brugge. W połowie 2009 roku ponownie został wypożyczony do Kortrijk i grał tam do  2011 roku. Wówczas wygasł jego kontrakt z Club Brugge i odszedł na wolny transfer.
W styczniu 2012 podpisał kontrakt z pierwszoligowym KVC Westerlo, którego barwy reprezentował do końca sezonu 2011/2012. Następnie pozostawał bez klubu do kwietnia 2013, kiedy to został zawodnikiem południowoafrykańskiego Mamelodi Sundowns FC z Premier Soccer League. W jego barwach nie zagrał jednak w żadnym meczu. W sierpniu 2014 został wypożyczony do ligowego rywala, zespołu Free State Stars FC. W Premier Soccer League zadebiutował 18 października 2014 w przegranym 0:1 spotkaniu z Orlando Pirates. Po sezonie 2014/2015 wróciło do Mamelodi, a w listopadzie 2015 odszedł z tego klubu.
W styczniu 2016 dołączył do klubu Maritzburg United FC (Premier Soccer League). W połowie tego samego roku zakończył karierę.

## Statystyki
| Rozgrywki             | Poziom | Kraj              | Mecze | Bramki |
| --------------------- | ------ | ----------------- | ----- | ------ |
| Eerste klasse         | I      | Belgia            | 86    | 0      |
| Premier Soccer League | I      | Południowa Afryka | 16    | 0      |
| Puchar UEFA (elim.)   | –      | –                 | 1     | 0      |

## Kariera reprezentacyjna
Verbauwhede reprezentował Belgię na szczeblach U-16, U-17, U-18, U-19 oraz U-21. Jako zawodnik kadry U-19 rozegrał dwa spotkania na Mistrzostwach Europy 2004, zakończonych przez Belgię na fazie grupowej.
W 2005 roku został powołany do pierwszej reprezentacji Belgii na mecz el. do MŚ 2006 z Litwą, ale nie zagrał w nim.